# Richard Gelke
Richard Gelke (* 19. Mai 1992 in Reutlingen) ist ein deutscher Eishockeyspieler, der seit Juli 2019 beim VER Selb aus der drittklassigen Oberliga unter Vertrag steht und dort auf der Position des linken Flügelstürmers spielt. Zuvor war Gelke bereits für die Heilbronner Falken und Löwen Frankfurt in der 2. Bundesliga bzw. DEL2 aktiv. Darüber hinaus absolvierte er 46 Partien für die Adler Mannheim und Schwenninger Wild Wings in der Deutschen Eishockey Liga (DEL).

## Karriere
Richard Gelke begann seine Karriere als Eishockeyspieler in der Nachwuchsabteilung des ES Jungfüchse Weißwasser, für den er in der Saison 2004/05 in der Schüler-Bundesliga aktiv war. Anschließend verbrachte er zwei Jahre bei den Eisbären Juniors Berlin, für die er ebenfalls in der Schüler-Bundesliga auflief. Von 2007 bis 2011 stand der Flügelspieler für die Jungadler Mannheim in der Deutschen Nachwuchsliga (DNL) auf dem Eis. Mit diesen gewann er in den Jahren 2008, 2009 und 2010 jeweils den DNL-Meistertitel. Im Verlauf der Saison 2010/11 kam er zudem zu seinem Debüt bei den Adler Mannheim, für deren Profimannschaft er ein Spiel in der Deutschen Eishockey Liga (DEL) absolvierte. Parallel bereitete er als Leihspieler in 18 Spielen zwei Tore für die Heilbronner Falken aus der 2. Eishockey-Bundesliga vor. In der folgenden Spielzeit konnte sich der Junioren-Nationalspieler auf 13 DEL-Einsätze für Mannheim steigern, während er für Heilbronn in der 2. Bundesliga in 23 Spielen zwei Tore und vier Vorlagen erzielte.
In der Saison 2012/13 kam Gelke zunächst nur für die Heilbronner Falken in der 2. Bundesliga zum Einsatz, nahm in der Saisonvorbereitung jedoch wie im Vorjahr mit den Adler Mannheim an der European Trophy teil. Die Saison 2013/14 begann Gelke bei den Schwenninger Wild Wings in der DEL, ehe er im Januar 2014 in die drittklassige Oberliga zu den Löwen Frankfurt wechselte. Mit diesen schaffte er am Saisonende den Aufstieg in die zweite Spielklasse, die DEL2. Im Sommer 2015 kehrte Gelke zum DEL2-Mitkonkurrenten Heilbronner Falken zurück. Er blieb bis zum Sommer 2019 dort, ehe sein Vertrag aufgelöst wurde. Der Angreifer wechselte daraufhin zum VER Selb in die Oberliga Süd. Mit dem Klub gelang ihm im Frühjahr 2021 ebenfalls der Aufstieg in die DEL2, ehe vier Jahre später der Abstieg zurück in die Drittklassigkeit folgte. In der Abstiegssaison bestritt Gelke lediglich elf Partien.

### International
Mit der deutschen U20-Auswahl nahm Gelke an der U20-Junioren-Weltmeisterschaft der Division IA 2012 teil. In fünf Turnierspielen steuerte er drei Tore und insgesamt vier Scorerpunkte bei zum Wiederaufstieg in die Top-Division bei. Zuvor hatte der Stürmer bereits an der World U-17 Hockey Challenge 2009 teilgenommen.

## Erfolge und Auszeichnungen
| - 2008 DNL-Meister mit den Jungadler Mannheim - 2009 DNL-Meister mit den Jungadler Mannheim - 2010 DNL-Meister mit den Jungadler Mannheim | - 2014 Meister der Oberliga West und Aufstieg in die DEL2 mit den Löwen Frankfurt - 2021 Meister der Oberliga Süd und Aufstieg in die DEL2 mit dem VER Selb |

### International
- 2012 Aufstieg in die Top-Division bei der U20-Junioren-Weltmeisterschaft der Division IA

## Karrierestatistik
Stand: Ende der Saison 2024/25

### International
Vertrat Deutschland bei:
- World U-17 Hockey Challenge 2009
- U20-Junioren-Weltmeisterschaft der Division IA 2012

(Legende zur Spielerstatistik: Sp oder GP = absolvierte Spiele; T oder G = erzielte Tore; V oder A = erzielte Assists; Pkt oder Pts = erzielte Scorerpunkte; SM oder PIM = erhaltene Strafminuten; +/− = Plus/Minus-Bilanz; PP = erzielte Überzahltore; SH = erzielte Unterzahltore; GW = erzielte Siegtore; 1 Play-downs/Relegation; Kursiv: Statistik nicht vollständig)